# Liste der Bodendenkmale in Trebel
In der Liste der Bodendenkmale in Trebel sind alle Bodendenkmale der niedersächsischen Gemeinde Trebel aufgelistet. Die Quelle ist der Denkmalatlas Niedersachsen. Der Stand der Liste ist der 29. Juni 2024.

## Allgemein
In den Spalten finden sich folgende Informationen des Bodendenkmales :
- Lage        : geographische Koordinaten
- Bezeichnung : Bezeichnung lt. Denkmalatlas
- Beschreibung: Beschreibung lt. Denkmalatlas
- ID          : Objekt-ID
- Bild        : Bild, ggf. zusätzlich mit Link zu weiteren Fotos im Medienarchiv Wikimedia Commons.

## Dünsche
| Lage                       | Bezeichnung          | Beschreibung | ID       | Bild |
| -------------------------- | -------------------- | --- | -------- | ---- |
| 53° 2′ 22″ N, 11° 15′ 7″ O | Dünsche 3, Grabhügel | 1956: Hügel von 30 Meter Durchmesser und 2 Meter Höhe, umgeben von einem sehr deutlich markierten Graben. Heute noch ca. 1,5 Meter Höhe, im Südosten von einem Waldweg angeschnitten. Graben kaum erkennbar. | 28919433 | BW   |

## Pannecke
| Lage                        | Bezeichnung                       | Beschreibung | ID       | Bild |
| --------------------------- | --------------------------------- | --- | -------- | ---- |
| 53° 1′ 13″ N, 11° 14′ 49″ O | Pannecke 1, Motte (Turmhügelburg) | Auf einer Fläche von ca. 40 × 30 m Reste einer Motte mit einer Höhe von bis zu 1,0 m beiderseits eines modernen Entwässerungsgraben erhalten. Im Südwesten begrenzen zwei Gräben die noch obertägig sichtbare Anlage. Aufgrund der Keramikfunde vermutlich spätmittelalterliche Anlage. Urkundliche Erwähnungen sind nicht bekannt. 1776 in Blatt 81 der Kurhannoverschen Landesaufnahme als „Quarckenburg“ eingezeichnet. | 28919314 | BW   |